# Glauconycteris argentata
Glauconycteris argentata es una especie de murciélago de la familia Vespertilionidae.

## Distribución geográfica
Se encuentra en Camerún Guinea Ecuatorial Angola República Democrática del Congo, Kenia, Ruanda Burundi y Tanzania.